# Municipio de El Tule
El municipio de El Tule es uno de los 67 municipios en que se divide el estado mexicano de Chihuahua. Su cabecera es El Tule.

## Demografía
Según el Conteo de Población y Vivienda de 2005 realizado por el Instituto Nacional de Estadística y Geografía, la población del municipio de El Tule es de 1,818 habitantes, de los cuales 927 son hombres y 891 son mujeres.

### Localidades
En el censo de 2020 el municipio de El Tule contaba con 22 localidades.
| Código INEGI    | Localidad               | Población (2020) |
| --------------- | ----------------------- | ---------------- |
| 080640001       | El Tule                 | 672              |
| 080640006       | San José de Vaqueteros  | 334              |
| 080640025       | San Mateo               | 202              |
| 080640004       | Carlos A. Madrazo       | 56               |
| 080640019       | Las Moras               | 49               |
| 080640020       | El Nopal                | 38               |
| 080640028       | El Taraicito            | 17               |
| 080640024       | El Salitre              | 10               |
| 080640058       | Las Tinas               | 10               |
| 080640054       | La Reforma              | 9                |
| 080640017       | La Guitarrilla de Abajo | 8                |
| 080640007       | La Boca del Potrero     | 6                |
| 080640008       | Rancho Calabazas        | 6                |
| 080640023       | El Pino                 | 5                |
| 080640003       | El Águila               | 4                |
| 080640005       | La Aurora               | 4                |
| 080640022       | El Lopeño               | 4                |
| 080640059       | El Guineo               | 3                |
| 080640060       | La Tijera               | 3                |
| 080640033       | El Chirique             | 2                |
| 080640064       | La Hierbabuena          | 2                |
| 080640011       | Cieneguita de Patos     | 1                |
| Total municipal | Total municipal         | 1 448            |

## Presidentes municipales
- (2004 - 2007):
- (2010 - 2013): Juan José García Valdéz
- (2013 - 2016): Matilde Hilario García López
- (2016 - 2018): Elva Leticia Rodríguez Rodriguez (PAN)
- (2018 - 2021): Javier Rodríguez Chávez  (PAN)